# Piège en haute-couture

Piège en haute-couture ou (Dernier Cri au Québec) (Dead Lines) est un téléfilm québécois réalisé par Louis Bélanger et diffusé en 2010.

## Synopsis
Sophie Fine, styliste, va lancer une nouvelle gamme de vêtements très en vue, mais une de ses employées est retrouvée morte. Puis d'autres événements éprouvants suivent, Sophie devra alors se battre pour survivre, non seulement pour sauver sa carrière mais aussi son entreprise et sa vie ainsi que celle de sa fille adolescente.  

## Fiche technique
- Titre original : Dead Lines
- Réalisation : Louis Bélanger
- Scénario : Jennifer Saxon
- Photographie : Daniel Villeneuve
- Musique : Louise Tremblay et James Gelfand
- Durée : 90 min
- Pays :  Canada

## Distribution
- Jeri Ryan (VF : Malvina Germain ; VQ : Hélène Mondoux) : Sophie Fyne
- Anthony Lemke (VF : Arnaud Arbessier ; VQ : Gilbert Lachance) : Adam Fyne
- Bruno Verdoni (VF : Emmanuel Karsen ; VQ : Jean-Luc Montminy) : Agent Fincher
- Sean Tucker (VF : Fabien Jacquelin ; VQ : Patrick Chouinard) : Agent Marks
- Tiera Skovbye (VF : Leslie Lipkins ; VQ : Stéfanie Dolan) : Spencer Fyne
- Frank Schorpion (VF : Érik Colin ; VQ : Jean-François Blanchard) : Cassadrian
- Natalie Vansier (VF : Aurore Bonjour ; VQ : Kim Jalabert) : Alexa
- Lori Graham (VF : Brigitte Aubry ; VQ : Manon Arsenault) : Megan Harris
- Eugene Brotto : Ian Jameson
- Claudia Besso (VF : Anne Massoteau ; VQ : Valérie Gagné) : Andrea Maxwell
- Richard Jutras (VF : Philippe Siboulet) : Claudio Venisse
- David Gow (VF : Loïc Houdré) : Jerry
- Christian Paul (VF : Guillaume Orsat) : Keenan
- Xiao Sun : Jasmyre

 Source et légende : version française (VF) sur RS Doublage et selon le carton de doublage télévisuel.